# Palazzo Sardini
Il Palazzo Sardini, oggi Minutoli-Tegrimi, si trova a Lucca in via Cesare Battisti, angolo via San Giorgio.

## Storia e descrizione
L'edificio appartiene alla tipologia della casa-torre, particolarmente diffusa a Lucca nel periodo romanico e rinnovata nel corso del XIV secolo, sostituendo le strutture lignee originali con archi e paramenti murari. Alcune parti delle torri risalgono al XIII secolo. L'aspetto originario del fabbricato presentava delle finestre a bifora e una porta architravata sormontata da un'apertura centinata schermata con una grata di ferro.
L’aspetto attuale del palazzo risale al XVIII secolo, quando l’edificio fu ampliato e ristrutturato da Giacomo Sardini, discendente da una delle più antiche e nobili famiglie lucchesi, dopo che ebbe acquistato alcune proprietà confinanti ed eseguito opere di consolidamento urgenti nelle murature, nei solai e nelle coperture del fabbricato principale. Oltre alle parti interne dell’edificio, modificò anche l'esterno, mettendo in evidenza la torre medievale. 
È lo stesso Giacomo Sardini che ci informa dei lavori: Fra i vari compensi adunque che gli si affacciarono alla fantasia, scelse quello di risarcire e porre in veduta una torre gotica di grossi macigni, decorandola del suo finimento di archetti con poggiuolo propaginato. Venne così ad interrompere la linea della facciata, che non è retta,, e lo sporto degli archetti gli occultò l’angolo odioso del cornicione. Con che procurossi al tempo stesso un verone di delizie, dal quale spicca superiormente una godibile fabbrichetta ottangolare senza che rechi disgusto all’occhio degli incedenti il capriccioso innesto.
Le notizie sull'intervento effettuato sulla torre di via Cesare Battisti si possono ricavare da un documento conservato presso l'Archivio di Stato di Lucca, nel quale si riferisce che la stessa fu messa in evidenza e coronata di archetti con poggiolo, formando una sorta di balcone e interrompendo la linea della facciata che non era allineata perché formata dall'insieme di più case di diverse epoche.
All’interno del palazzo si trovano due tele del pittore lucchese Pompeo Batoni: Atalanta piange Meleagro e Prometeo Animatore.